# 苏伦·沙敦兹
苏伦·康斯坦丁诺维奇·沙敦兹，（俄语：Суре́н Константи́нович Шаду́нц，1898年1月1日（格里历：1月13日）—1938年4月21日）亚美尼亚人，苏联党和国家领导人。曾任塔吉克共产党（布）中央第一书记。

## 生平
- 1898年1月1日（格里历：1月13日）出生于沙俄伊丽莎白波尔省杰布拉伊尔的一个亚美尼亚人家庭。1917年加入俄国社会民主工党（布）。
- 1921年-1923年，亚美尼亚共产党（布）埃里温市委书记。
- 1922年-1923年，工会、俄共（布）中央机关工作。
- 1924年-1927年，亚美尼亚苏维埃社会主义共和国农业人民委员会水利局局长。
- 1927年-1928年，外高加索水利局负责人。
- 1928年-1931年，联共（布）中央机关工作。
- 1931年-1932年，中亚棉花办公室负责人。
- 1932年-1934年10月，联共（布）中央中亚局局长。
- 1934年10月-1937年11月，联共（布）中央监察委员会委员。期间，1935年3月-1937年1月，塔吉克共产党（布）中央第一书记。1935年-1937年11月，联共（布）中央监察委员会财务组组长。
- 1937年11月11日被捕。苏联最高法院军事审判庭指控他参与反革命组织，判处死刑。1938年4月21日在莫斯科科穆纳尔卡射击场执行，终年39岁。
- 1956年9月平反。

## 荣誉
- 列宁勋章